# Greatest Hits 1982–1989
Greatest Hits 1982–1989 je kompilacijski album chichaške rock zasedbe Chicago, ki je 21. novembra 1989 izšel pri založbah Full Moon in Reprise Records. Album pokriva obdobje od leta 1982, ko je izšel album Chicago 16, do leta 1988 in albuma Chicago 19 in je uravnotežen med skladbami, ki sta jih odpela Peter Cetera in Jason Scheff.
V državah zunaj Severne Amerike je izšla drugačna verzija kompilacije z naslovom The Heart of... Chicago, ki vsebuje podobno naslovnico, vendar drugačen izbor skladb (vsebuje tudi štiri skladbe, ki so izšle še pri založbi Columbia Records).
Greatest Hits 1982–1989 je 20. izdaja skupine in zadnja pred odhodom originalnega bobnarja Chicaga Dannyja Seraphinea, vsebuje pa tudi remiksano verzijo hit skladbe »What Kind of Man Would I Be?«, ki je prvotno izšla na albumu Chicago 19.

## Seznam skladb
| Greatest Hits 1982–1989 | Greatest Hits 1982–1989                 | Greatest Hits 1982–1989                     | Greatest Hits 1982–1989 | Greatest Hits 1982–1989 |
| Št.                     | Naslov                                  | Pisec                                       | Z albuma                | Dolžina                 |
| ----------------------- | --------------------------------------- | ------------------------------------------- | ----------------------- | ----------------------- |
| 1.                      | „Hard to Say I'm Sorry/Get Away‟        | Peter Cetera, David Foster, Robert Lamm     | Chicago 16, 1982        | 5:07                    |
| 2.                      | „Look Away‟                             | Diane Warren                                | Chicago 19, 1988        | 4:03                    |
| 3.                      | „Stay the Night‟                        | Cetera, Foster                              | Chicago 17, 1984        | 3:49                    |
| 4.                      | „Will You Still Love Me?‟               | Foster, Tom Keane, Richard Baskin           | Chicago 18, 1986        | 5:43                    |
| 5.                      | „Love Me Tomorrow‟                      | Cetera, Foster                              | Chicago 16              | 5:06                    |
| 6.                      | „What Kind of Man Would I Be?‟ (remiks) | Jason Scheff, Chas Sandford, Bobby Caldwell | Chicago 19              | 4:14                    |
| 7.                      | „You're the Inspiration‟                | Cetera, Foster                              | Chicago 17              | 3:50                    |
| 8.                      | „I Don't Wanna Live Without Your Love‟  | Warren, Albert Hammond                      | Chicago 19              | 3:52                    |
| 9.                      | „Hard Habit to Break‟                   | Steve Kipner, Jon Parker                    | Chicago 17              | 4:44                    |
| 10.                     | „Along Comes a Woman‟                   | Cetera, Goldenberg                          | Chicago 17              | 4:16                    |
| 11.                     | „If She Would Have Been Faithful...‟    | Kipner, Randy Goodrum                       | Chicago 18              | 3:53                    |
| 12.                     | „We Can Last Forever‟                   | Scheff, John Dexter                         | Chicago 19              | 3:44                    |
| Skupna dolžina:         | Skupna dolžina:                         | Skupna dolžina:                             | Skupna dolžina:         | 52:24                   |

Na nekaterih ameriških vinilnih izvodih in zgoščenkah je navedena »Along Comes a Woman«, vendar vsebuje album skladbo »Remember the Feeling«.
| The Heart of... Chicago | The Heart of... Chicago           | The Heart of... Chicago         | The Heart of... Chicago | The Heart of... Chicago |
| Št.                     | Naslov                            | Pisec                           | Z albuma                | Dolžina                 |
| ----------------------- | --------------------------------- | ------------------------------- | ----------------------- | ----------------------- |
| 1.                      | „If You Leave Me Now‟             | Cetera                          | Chicago X, 1976         | 3:57                    |
| 2.                      | „Baby, What a Big Surprise‟       | Cetera                          | Chicago XI, 1977        | 3:03                    |
| 3.                      | „Where Did the Lovin' Go‟         | Cetera                          | Chicago XIV, 1980       | 4:07                    |
| 4.                      | „Take Me Back to Chicago‟         | Danny Seraphine, David Wolinski | Chicago XI              | 5:16                    |
| 5.                      | „Hard to Say I'm Sorry/Get Away‟  | Cetera, Foster, Lamm            | Chicago 16              | 5:08                    |
| 6.                      | „Love Me Tomorrow‟                | Cetera, Foster                  | Chicago 16              | 5:07                    |
| 7.                      | „Hard Habit to Break‟             | Kipner, Parker                  | Chicago 17              | 4:44                    |
| 8.                      | „Only You‟                        | James Pankow, Foster            | Chicago 17              | 3:54                    |
| 9.                      | „You're the Inspiration‟          | Cetera, Foster                  | Chicago 17              | 3:49                    |
| 10.                     | „Along Comes a Woman‟             | Cetera, Goldenberg              | Chicago 17              | 4:16                    |
| 11.                     | „Remember the Feeling‟            | Cetera, Bill Champlin           | Chicago 17              | 4:29                    |
| 12.                     | „If She Would Have Been Faithful‟ | Kipner, Goodrum                 | Chicago 18              | 3:53                    |
| 13.                     | „Will You Still Love Me?‟         | Foster, Keane, Baskin           | Chicago 18              | 5:44                    |
| 14.                     | „What Kind of Man Would I Be‟     | Scheff, Sandford, Caldwell      | Chicago 19              | 4:14                    |
| 15.                     | „Look Away‟                       | Warren                          | Chicago 19              | 4:01                    |
| Skupna dolžina:         | Skupna dolžina:                   | Skupna dolžina:                 | Skupna dolžina:         | 63:02                   |

## Certifikati
Greatest Hits 1982–1989
| Regija                | Certifikat   | Prodaja   |
| --------------------- | ------------ | --------- |
| Kanada (Music Canada) | Zlat         | 50,000    |
| ZDA (RIAA)            | 5x platinast | 5,000,000 |

The Heart of... Chicago
| Regija                     | Certifikat | Prodaja |
| -------------------------- | ---------- | ------- |
| Finska (Musiikkituottajat) | Zlat       | 25,327  |
| Japonska (RIAJ)            | Zlat       | 100,000 |
| Španija (PROMUSICAE)       | Platinast  | 100,000 |
| Združeno kraljestvo (BPI)  | Platinast  | 300,000 |

## Lestvice

### Tedenske Lestvice
| Lestvica (1989–1990) | Najvišja uvrstitev |
| -------------------- | ------------------ |
| Kanada (RPM)         | 73                 |
| ZDA (Billboard 200)  | 37                 |

| Lestvica (1989–1990)           | Najvišja uvrstitev |
| ------------------------------ | ------------------ |
| Japonska (Oricon)              | 40                 |
| Nemčija (Media Control)        | 47                 |
| Nizozemska (GfK)               | 2                  |
| Norveška                       | 4                  |
| Združeno kraljestvo (Official) | 6                  |

### Singli
| Leto | Singel                         | Lestvica                 | Mesto |
| ---- | ------------------------------ | ------------------------ | ----- |
| 1989 | »What Kind of Man Would I Be?« | ZDA (Adult Contemporary) | 2     |
| 1989 | »What Kind of Man Would I Be?« | ZDA (Billboard Hot 100)  | 5     |